# 欽明海底山
欽明海底山（英語：Kimmei Seamount），又稱欽明海底平頂山，是一座位於太平洋夏威夷－皇帝海山鏈的海底平頂山。該海山由美國海洋地質學家羅伯特·迪茨以日本欽明天皇命名。形成於約4000萬年前。山頂在海面下1560公尺。